# Signalis
Signalis (estilizado como SIGNALIS ) es un videojuego de terror de supervivencia desarrollado por rose-engine y publicado por Humble Games y Playism. El juego se lanzó para PC con Windows, Nintendo Switch, PlayStation 4 y Xbox One el 27 de octubre de 2022. Recibió críticas generalmente positivas tras su lanzamiento.

## Jugabilidad
El juego principal consta de elementos de disparos en tercera persona desde una perspectiva 2.5D de arriba hacia abajo, con elementos de rompecabezas ocasionales. Los acertijos varían desde manipular interruptores y diales hasta buscar ciertas frecuencias para transmitir en el implante de radio de Elster. La dificultad y los elementos temáticos se mejoran mediante el uso de la gestión de recursos como mecánica narrativa y de juego. Elster está limitado a seis elementos en su persona, incluidas armas, municiones y elementos clave para usar en la resolución de acertijos y el desbloqueo de puertas. Al estilo de Resident Evil, otra serie de terror y supervivencia, hay salas seguras que permiten al jugador guardar el progreso y almacenar sus elementos para uso futuro. 

## Sinopsis
Signalis tiene lugar durante una era con viajes espaciales y tecnología avanzada, en un sistema planetario no identificado que está gobernado por la nación totalitaria de Eusan, que permanece en guerra con un Imperio más grande del que se separó. El centro político y económico de la Nación de Eusan es la colonia Heimat, pero mantiene puestos de avanzada en otros mundos cercanos. Eusan emplea Replikas, androides creados con huellas neuronales humanas copiadas, como la mayor parte de su fuerza laboral y militar. Una consecuencia del uso de huellas neuronales es que los Replikas heredan varias idiosincrasias de ellos, como el deseo compulsivo de escuchar música o bañarse, y no satisfacer estas idiosincrasias puede hacer que un Replika se desestabilice y deje de funcionar. Los comandantes humanos natos llamados Gestalts administran y dan dirección a Replikas.

### Trama
Un transbordador de exploración conocido como Penrose-512 se estrella en un planeta desconocido. Una unidad Replika tipo LSTR (Elster) se despierta y busca a su compañera Gestalt desaparecida, Ariane. Finalmente abandona el barco y cruza un arco rectangular, encontrándose frente a un agujero con una escalera que conduce hasta el fondo. Después de que desciende y se arrastra por un túnel estrecho que conduce a una habitación, el agujero se cierra detrás de ella. Mientras contesta El Rey de Amarillo, la radio se enciende y se lee un mensaje de la estación de números "Tres notas raras", mientras "Se cavan en secreto grandes agujeros donde los poros de la Tierra deberían ser suficientes, y las cosas han aprendido a caminar así". debería arrastrarse." de The Festival de HP Lovecraft parpadea en la pantalla. La transmisión termina con visiones de Ariane pidiéndole a Elster que "recuerde nuestra promesa" y "despierte". Luego, Elster se encuentra en la instalación minera Sierpinski-23, ubicada en el planeta Leng, con una fotografía de una mujer que se parece a Ariane llamada Alina Seo. Rápidamente descubre que la mayor parte del personal de Gestalt está muerto y que la fuerza laboral de Replika ha degenerado, habiéndose convertido en seres sin sentido que la atacan en cuanto la ven. Elster explora las instalaciones, reúne suministros y busca pistas sobre lo sucedido y la ubicación de Alina. Abre una caja que pertenece a Alina y encuentra un «plato rojo cálido al tacto», antes de ser transportada a la estación de radio de la madre de Ariane y recibir un módulo transmisor. Se encuentra con el administrador de Replika de las instalaciones, Adler. Después de una breve interacción, la empuja por el hueco de un ascensor después de decirle "No deberías haber regresado". Elster aterriza sobre docenas de cuerpos de otras unidades LSTR y sobrevive a la caída.
Continuando su búsqueda, encuentra el diario de Adler y descubre que recuerda recuerdos que nunca vivió y que cree que se originaron en otras realidades. Elster profundiza en las minas debajo de las instalaciones y descubre que los niveles más bajos consisten en una masa gigantesca de carne antes de entrar por un arco rectangular idéntico al del comienzo del juego. Adler se desespera por el destino de Falke, el comandante de la instalación, quien cambió cuando regresó de más allá del arco, sin explicar nunca lo que vio. Elster cruza el umbral y encuentra el Penrose, pero se arranca el brazo al intentar abrir la esclusa de aire y posteriormente se desmaya, y se ven otros cuerpos de LSTR. (Este es el conocido final falso. Los jugadores regresan al menú principal y deben presionar "Comenzar" para continuar con el siguiente capítulo).
Mientras está inconsciente, Elster sueña con Ariane, retratando un recuerdo feliz entre los dos durante su estancia dentro del Penrose-512 en el que terminan bailando la Serenata de Schubert para celebrar su aniversario del ciclo 3000 después de abrazarse. Luego, se representa a Ariane de pie junto a Elster, preguntándole si recuerda su promesa. Elster recupera la conciencia y logra volver a entrar en el Penrose-512 desde un agujero en la nave, recogiendo piezas de otra unidad LSTR muerta junto al criópodo para repararse. Luego salta por un agujero que apareció en la nave y se encuentra de regreso en Sierpinski-23, aunque el entorno se ha inundado de masas de carne. Al atravesar las instalaciones nuevamente, Elster cae por otro agujero y se encuentra en la luna colonizada de Rotfront. Allí, se entera de que Ariane fue intimidada implacablemente por sus compañeros de clase y se inscribió en el programa Penrose para escapar de su tormento. Elster continúa mientras el ambiente se vuelve más surrealista y finalmente se encuentra con Falke. Varias notas recopiladas revelan que Falke heredó los recuerdos de Elster y ahora tiene una crisis de identidad, lo que la lleva a atacar. Elster derrota a Falke, mientras se muestran flashbacks de los recuerdos de Elster y Falke. Luego, Elster regresa al umbral donde Adler la espera, advirtiéndole que no importa lo que haga, una vez que cruce el umbral, el tiempo volverá a girar y la realidad se desmoronará y se hará añicos en cualquier momento. Elster continúa independientemente y se produce una pelea, con ambos Replikas heridos de muerte: Adler recibe un disparo y Elster apuñalado en el ojo. Elster continúa y regresa a los restos del Penrose, donde se revela que si los pilotos exploradores no lograban encontrar un planeta habitable, no se esperaba que sobrevivieran el viaje. Además, se revela que, durante las últimas etapas del viaje, el reactor nuclear de la nave falla, Ariane desarrolla síntomas de síndrome de radiación aguda y Elster la sella en la cápsula criogénica de la nave para mantenerla con vida el mayor tiempo posible.
Dependiendo de las acciones del jugador a lo largo del juego, son posibles cuatro finales:
- Para adquirir el final «Salir», el jugador debe ser conservador con la munición, curarse con frecuencia y pasar mucho tiempo explorando. En este final, Elster no puede reunir el coraje para volver a ver a Ariane y, en cambio, abandona el barco para sucumbir a sus heridas en el páramo exterior.
- Para conseguir el final «Memoria», el jugador debe utilizar un estilo de juego equilibrado. Elster despierta a Ariane, pero ella no recuerda quién es Elster ni su promesa. Elster permanece al lado de Ariane hasta que ella sucumbe a sus heridas.
- El final de «Promise» requiere que el jugador juegue agresivamente, matando a numerosos enemigos, causando una cantidad significativa de daño y pasando mucho tiempo en el juego. Elster despierta a Ariane, quien la recuerda y le pide que cumpla su promesa. Elster mata a Ariane a regañadientes antes de sucumbir a sus propias heridas.
- En el final secreto del "Artefacto", después de adquirir tres llaves ocultas a lo largo del juego (solo en una segunda partida) que abren la caja fuerte de Ariane y que produce un jarrón de lirios blancos, Elster realiza un ritual esotérico que resulta en su aparente muerte. Luego se puede ver un recuerdo de ella y Ariane bailando dentro de los restos del Penrose-512.

La mayor parte de la trama se deja a la interpretación del jugador. Los desarrolladores no han comentado sobre la canonicidad y no existe un consenso único sobre los eventos clave de la historia.

## Desarrollo
El juego fue desarrollado por el estudio alemán de dos personas rose-engine, y el desarrollo comenzó en 2014.  Se obtuvo ayuda adicional a través de compositores externos. El juego se lanzó en múltiples plataformas el 27 de octubre de 2022.  La publicación estuvo a cargo de Humble Games y Playism. Estéticamente, el juego se inspira en los gráficos de la quinta generación de consolas de videojuegos, en particular de la PlayStation original. El juego incluye un modo CRT para imitar aún más el efecto.   Una influencia estética adicional proviene de obras de arte más tradicionales, que incorporan The Shore of Oblivion de Eugen Bracht y Isle of the Dead de Arnold Böcklin al juego.  Las influencias literarias incluyen The Festival de HP Lovecraft y The King in Yellow de Robert W. Chambers.   Las obras cinematográficas de Stanley Kubrick, Hideaki Anno y David Lynch ayudaron a dar forma a los temas narrativos de identidad y memoria en el juego. 
Durante la pantalla de título del juego, se puede escuchar la estación de números "Three Note Oddity".

## Recepción
Signalis recibió críticas "generalmente favorables", según el agregador de reseñas Metacritic,  y el 85% de los críticos recomendaron el juego, según OpenCritic . 
Los críticos en general elogiaron la atmósfera y la narración ambiental del juego, aunque el inventario y el combate limitados recibieron críticas. 
Algunos críticos elogiaron el juego en general, aunque señalaron un aspecto específico que, en su opinión, lo frenó. The Verge notó problemas con algunos acertijos, pero elogió el juego en general.  GameSpot señaló que la puntería era "poco confiable", mientras que Nintendo Life criticó que las peleas contra jefes del juego no se adaptaban bien al sistema de combate. 
El juego fue incluido en la lista ' Polygon de los mejores juegos de 2022.  Willa Rowe, en una reseña publicada por Inverse, se refirió al juego como el "mejor juego de terror de 2022". 